# معهد الجودة والكفاءة في الرعاية الصحية
معهد الجودة والكفاءة في الرعاية الصحية (بالألمانية: Institut für Qualität und Wirtschaftlichkeit im Gesundheitswesen) ومختصره (IQWiG) هي وكالة ألمانية مسؤولة عن تقييم جودة وكفاءة العلاجات الطبية، بما في ذلك الأدوية والتدخلات غير الدوائية (مثل العمليات الجراحية) وطرق التشخيص والفحص والعلاج ومعالجة الأمراض. يزود المعهد أيضًا المعلومات الصحية للمرضى وعامة الناس.
المعهد مستقل عن الصناعة الدوائية، التي تم التعاقد معها فقط من قبل وزارة الصحة الاتحادية واللجنة الاتحادية المشتركة في ألمانيا.
تأسس معهد الجودة والكفاءة في الرعاية الصحية عام 2004.

## روابط خارجية
- الموقع الرسمي